# Guelfové a ghibellini
Guelfové (italsky guelfi) a ghibellíni (ghibellini) byla dvě mocenská seskupení italských (i německých) šlechtických rodů a měst, která v době středověku bojovala mezi sebou o ovládnutí území střední a severní Itálie. Název ghibellini vznikl zkomolením jména Waiblingen, rodového hradu Štaufů; guelfové je zase italský přepis jména rodu Welfů, kteří soupeřili se Štaufy a stranili papežům.
V době nástupu štaufské dynastie na císařský trůn (1138) se římsko-němečtí císaři snažili politicky i vojensky ovládnout území severní a střední Itálie, které formálně náleželo k Italskému království v Říši římské, avšak ve skutečnosti bylo pod silným vlivem papežů a severoitalské státy byly prakticky nezávislé. V roce 1157 císař Fridrich Barbarossa rozšiřuje název své říše o přídavné jméno „svatá“, tj. Svatá říše římská, což mělo demonstrovat jeho ambice vládnout nad územím Itálie a v Papežském státě. 
Boje mezi guelfy a ghibellíny se rozrostly také o spor ohledně Sicilského království, která náleželo Štaufům, ale bylo lénem papežů. Po smrti Fridricha II. (1250) se papež Inocenc IV. rozhodl neudělit Konrádovi IV. království jako papežské léno. V roce 1263 uzavřel papež Urban IV. dohodu s Karlem z Anjou, který se výměnou za Království sicilské v léno neměl na oplátku snažit o ovládnutí Itálie. Karlova nadvláda, vysoké daně a expanzivní politika na Sicílii nakonec vedly k povstání zvanému Sicilské nešpory, která skončila vyhnáním Francouzů z ostrova a nastolení vlády aragonského krále Petra III. Velikého.
Konflikt mezi guelfy a ghibelliny skončil v roce 1392, kdy se octl v patové situaci.

## Guelfové
Guelfové (italsky guelfi) je italský přepis jména rodu Welfů. Welfové byl německý rod soupeřící se Štaufy o císařský trůn a v Itálii naopak stranili papežům a Anjouovcům. Do bojů proti Štaufům a jejich ghibellinským stoupencům je podpořili italský rod Este a italská města a italské městské státy:
- Alessandria
- Ancona
- Aquila
- Atri
- Bologna
- Brescia
- Camerino
- Camberia
- Colle di Val d'Elsa
- Crema
- Cremona
- Faenza
- Florencie
- Janov
- Lecco
- Lodi
- Macerata
- Mantova
- Mondovì
- Montepulciano
- Milán
- Orvieto
- Patria del Friuli
- Pizzino
- Perugia
- Pontevico
- Rieti
- Ripatransone
- Papežský stát
- Volterra

## Ghibellini
Ghibellíni (italsky ghibellini) je zkomolenina jména Waiblingen, rodového hradu Štaufů. Štaufové byli mocným rodem vládnoucím ve Svaté říši římské a na Sicílii. Jako císaři a zároveň králové Itálie a Sicílie nemohli nečinně přihlížet osamostatňujícím se tendencím severoitalských měst a ani nárokům Anjouovců na Sicílii. Do bojů mezi nimi a papeži se k nim přidaly italské rody Gonzaga a Scala a dále jihoněmecká knížata, která je podporovala v boji o císařský trůn vůči Welfům. K této alianci patřila italská města a italské městské státy:
- Arezzo
- Ascoli Piceno
- Assisi
- Asti
- Castiglion Fiorentino
- Ceccano
- Como
- Chieti
- Empoli
- Foligno
- Forlì
- Florencie
- Grosseto
- Gualdo Tadino
- Jesi
- Mantova
- Modena
- Monte San Pietrangeli
- Milán
- Narni
- Novara
- Osimo
- Pallaviciniové z Pádské nížiny
- Pavia
- Penne
- Pisa
- Poggibonsi
- Santa Fiora
- Verona
- Savona
- Saluzzo
- Spoleto
- Sulmona
- Terni
- Treviso
- Terst
- Todi
- Urbino

A připojila se některá další, jejichž podpora byla střídavá.

## Města a městské státy proměnlivé oddanosti
- Bergamo
- Fabriano
- Fermo
- Ferrara
- Florencie
- Gubbio
- Lucca
- Massa
- Milán
- Padova
- Parma
- Piacenza
- Pistoia
- Prato
- Rimini
- Římská komuna[p. 1]
- Savojsko
- San Miniato
- Siena
- Verona
- Fivizzano
- Vicenza